# Michail Nikolajewitsch Sawojarow

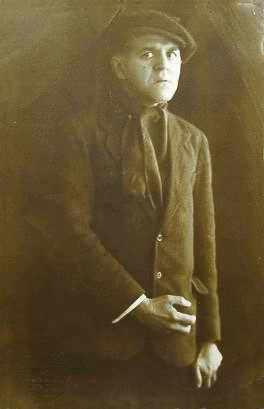
Michail Sawojarow auf einer Postkarte (1915)

Mikhail Savoyarow, Michail Nikolajewitsch Savoyarow (russisch Михаи́л Никола́евич Савоя́ров, transkribiert Mikhail Nikolajevič Sawojarow, Mikhai'l Nikoláevič Savoyárov; * 18. Novemberjul. / 30. November 1876greg., Moskau; † 4. August 1941, ebenda) war ein russischer (weniger sowjetischer) Chansonnier, Kabarettist, Komponist, Dichter und Mim-Exzentriker der Epoche des Silbernen Jahrhunderts, der einzige Fumist auf der Bühne des russischen Reiches.:57–58 Die ersten 25 Jahre des 20. Jahrhunderts genoss Sawojarow als Autor und Interpret von Liedern und Chansons breite Bekanntschaft und Reputation eines Artisten der groben Stil:544 bzw. des «Kotz-Chansonnier».:26
Der Höhepunkt seiner Popularität fiel auf die Jahre des Ersten Weltkrieges (1914–1918): Seine naturalistischen Liedchen und satirischen Chansons wurden an allen Ecken Petrograds gesungen, die Noten wurden von den Verlagen Euterpe und Economik veröffentlicht – als Bestseller markiert, seine Fotografien verkaufte man als Postkarten „für die Front, für den Sieg“, und seine Konzerte fanden fast täglich statt – immer ausverkauft.
In der gleichen Zeit entstand seine Freundschaft mit Alexander Blok, der Savoyarows Schaffen hoch schätzte und seine Vorstellungen oft besuchte, alleine oder zusammen mit seiner Frau.:514 Nach einer Reihe von besonders populären Chansons («Besoffene Mond», «Pussy-Cat», «Unsere Kultur», «Bedanke mich aufrichtig») wurde Savoyarow mit dem inoffiziellen Titel König des Exzentrischen gekrönt.
Da die Jahre der größten Popularität des Artisten mit der Zeit der Umbenennung der russischen Hauptstadt zusammenfallen, kann man ihn als Petrograder Künstler bezeichnen.
Der Enkel von Michail Savoyarow, Juri Savoyarow, bekannt unter dem Pseudonym Juri Khanon, ist auch ein russischer Komponist, Künstler und Schriftsteller, der den radikalen Geist der Futuristen und Absurdisten der Nachrevolutionsjahre, vor allem seines Großvaters und im Besonderen Daniil Charms’ wieder ins Leben ruft.:512